# François Dubet
François Dubet, né le 23 mai 1946 à Périgueux, est un sociologue français, ex-directeur d'études à l'École des hautes études en sciences sociales (EHESS). Il était professeur à l'université Bordeaux-II jusqu'à sa retraite en 2013. Il est l'auteur d'études consacrées à la marginalité juvénile, à l'école et aux institutions. Il a dirigé l'élaboration du rapport « Le collège de l'an 2000 » remis à la ministre chargée de l'Enseignement scolaire en 1999, Ségolène Royal.

## Carrière
François Dubet est nommé membre senior de l'Institut universitaire de France en 1991 pour une durée de cinq ans, renouvelée en 1996.
Jusqu'en 2010, il a fait partie du groupe d'experts pour la refonte du programme de seconde de sciences économiques et sociales dans le cadre de la réforme du lycée voulue par le ministre de l'Éducation nationale, Luc Chatel. Il en a démissionné après que le dit programme a été rendu public et a suscité de vives réactions dans le corps enseignant. Sa décision a été motivée par le manque d'indépendance qu'a eu le groupe d'experts vis-à-vis du cabinet du ministre et du peu de place fait à la sociologie dans les nouveaux programmes.

## Idées et travaux

### Apports en sociologie
Le démantèlement de la figure institutionnelle est son idée principale, développée dans ses ouvrages (L'Expérience sociologique, Sociologie de l'expérience, À l'école, Dans quelle société vivons-nous ? et Le Déclin de l'institution) et héritée de la sociologie d'Alain Touraine.
Pour François Dubet, la modernité avait créé des institutions, appareils politiques qui organisaient des cadres cognitifs de possibles et par là enjoignaient les actions des individus. Pour lui, nous sommes entrés dans la modernité tardive, long processus socio-historique promoteur de la figure subjective et responsable de la déconstruction de l'institution. Alors que cette dernière pouvait autrefois[Quand ?] être considérée comme un ensemble stable et harmonieux de principes et de valeurs sociales invétérés, elle a progressivement, et depuis la fin des années 1960, perdu sa cohérence tout autant que sa propension à « mettre aux normes » les conduites sociales. Dubet a notamment appliqué ces idées à l'école ou à la question des injustices au travail.

### Idéologie et politique
D'un point de vue idéologique, François Dubet relaye une pensée de centre gauche modérée et réformiste. Il participe aux réflexions du groupe d'intellectuels de La République des idées, emmené par Pierre Rosanvallon et Thierry Pech.
Il est classé dans la deuxième gauche, sociale-libérale, et a soutenu le plan Juppé de 1995.
En 2007, il appelle à voter pour Ségolène Royal, dans un texte publié dans Le Nouvel Observateur, « contre une droite d’arrogance », pour « une gauche d’espérance ».

### École de masse et méritocratie
François Dubet pense que la scolarité en France, à l'aube du XXIe siècle, est un système à « fabriquer de l'exclusion ». Il considère que les diplômes devraient être plus un droit que le résultat d'un contrôle sur l'apprentissage scolaire, les diplômes étant réservés, selon lui, à une minorité seule capable d'atteindre l'excellence. Pour Jean-Paul Brighelli, Dubet est l'un de ceux qui, « depuis des décennies », œuvre à démanteler dans le système éducatif français « ce qui reste encore debout ».

## Publications
- Avec Alain Touraine, Zsuza Hegedus et Michel Wieviorka, Lutte étudiante, Paris, Seuil, novembre 1978, 384 p. (ISBN 2-02-005007-2).
- Avec Alain Touraine, Zsuza Hegedus et Michel Wieviorka, La Prophétie anti-nucléaire, Paris, Seuil, coll. « Sociologie Permanente », février 1980, 375 p. (ISBN 978-2-02-005440-9 et 2-02-005440-X).
- Avec Alain Touraine, Zsuza Hegedus et Michel Wieviorka, Le Pays contre l'État : Luttes occitanes, Paris, Seuil, coll. « Sociologie », avril 1981, 318 p. (ISBN 2-02-005833-2).
- Avec Alain Touraine, Michel Wieviorka et Jan Strzelecki, Solidarité, Paris, Fayard, coll. « Essais », avril 1982, 309 p. (ISBN 2-213-01181-8).
- Avec Alain Touraine et Michel Wieviorka, Le Mouvement ouvrier, Paris, Fayard, coll. « Essais », février 1984, 438 p. (ISBN 2-213-01361-6).
- Avec Adil Jazouli et Didier Lapeyronnie, L'État et les Jeunes, Les éditions ouvrières, coll. « Politique Sociale », février 1985, 204 p. (compte rendu en ligne).
- La Galère : Jeunes en survie, Fayard, coll. « Sciences humaines », février 1987, 504 p. (ISBN 978-2-213-01904-8).
- Avec Eugenio Tironi, Eduardo Valenzuela et Vicente Espinoza, Pobladores : Luttes sociales et démocratie au Chili, Éditions L'Harmattan, 1989, 190 p. (ISBN 2-7384-0208-9, lire en ligne).
- Avec la collaboration de Catherine Flé, Immigrations, qu'en savons-nous ? : Un bilan des connaissances, la Documentation française, coll. « Notes et études documentaires » (no 4887), 1989, 144 p. (lire en ligne).
- Les Lycéens, Paris, Seuil, coll. « L'épreuve des faits », avril 1991, 320 p. (ISBN 2-02-013202-8, compte-rendu en ligne).
- Avec Didier Lapeyronnie, Les Quartiers d'exil, Paris, Seuil, coll. « L'épreuve des faits », septembre 1992, 246 p. (ISBN 2-02-014152-3).
- Avec Daniel Filâtre, François-Xavier Merrien et al., Universités et Villes, La Défense/Paris, L'Harmattan, coll. « Villes et entreprises », 1994, 320 p. (ISBN 2-7384-2697-2).
- Sociologie de l'expérience, Paris, Le Seuil, coll. « La Couleur des idées », septembre 1994, 272 p. (ISBN 2-02-022869-6).
- Avec Danilo Martuccelli, À l'école : Sociologie de l'expérience scolaire, Paris, Seuil, coll. « L'Epreuve des faits », avril 1996, 361 p. (ISBN 2-02-028970-9).
- Avec Danilo Martuccelli, Dans quelle société vivons-nous ?, Paris, Seuil, coll. « L'Épreuve des faits », mars 1998, 312 p. (ISBN 2-02-032996-4).
- Avec Marie Duru-Bellat, L'Hypocrisie scolaire : Pour un collège enfin démocratique, Paris, Seuil, coll. « L'épreuve des faits », août 2000, 240 p. (ISBN 2-02-040393-5).
- Entretien avec Philippe Petit, Pourquoi changer l'école ?, Paris, Textuel, coll. « Conversations pour demain », mai 2001, 144 p. (ISBN 2-84597-025-0).
- Le Déclin de l'institution, Le Seuil, coll. « L'Épreuve des faits », septembre 2002, 421 p. (ISBN 2-02-055163-2).
- François Dubet (dir.) et al., Écoles, Familles : Le malentendu, Paris, Textuel, coll. « Essais et documents », septembre 2003 (1re éd. janvier 1997), 170 p. (ISBN 2-909317-29-3).
- Avec Claude Allègre et Philippe Meirieu, Pour l'école : Le rapport Langevin-Wallon, Paris, Mille et une nuits, coll. « Hors Poche », janvier 2004, 127 p. (ISBN 2-84205-814-3).
- Les Inégalités multipliées, La Tour-d'Aigues, Éditions de l'Aube, coll. « L'Aube poche essai », août 2004 (1re éd. 2000), 74 p. (ISBN 2-7526-0029-1).
- L'École des chances : Qu'est-ce qu'une école juste ?, Paris, Le Seuil, coll. « Coédition Seuil-La République des idées », septembre 2004, 96 p. (ISBN 2-02-068579-5).
- Avec Valérie Caillet, Régis Cortéséro, David Mélo et Françoise Rault, Injustices : L'expérience des inégalités au travail, Paris, Seuil, coll. « H.C. essais », mars 2006, 504 p. (ISBN 2-02-086378-2).
- L'Expérience sociologique, Paris, La Découverte, coll. « Repères Sociologie », novembre 2007, 128 p. (ISBN 978-2-7071-5353-1 et 2-7071-5353-2).
- Faits d'école, Paris, éditions de l'EHESS, coll. « Cas de figure », août 2008, 310 p. (ISBN 978-2-7132-2166-8 et 2-7132-2166-8, lire en ligne)
- Le Travail des sociétés, Seuil, coll. « Essais », avril 2009, 368 p. (EAN 9782020995276).
- Les Places et les Chances : Repenser la justice sociale, Paris, Le Seuil, coll. « Coédition Seuil-La République des idées », février 2010, 128 p. (ISBN 978-2-02-101473-0 et 2-02-101473-8).
- Avec Marie Duru-Bellat et Antoine Vérétout, Les Sociétés et leurs écoles : Emprise du diplôme et cohésion sociale, Paris, Seuil, coll. « Essais », août 2010 (réimpr. 27 août 2015, Points, coll. « Essais »), 224 p. (ISBN 978-2-02-102009-0 et 2-02-102009-6).
- À quoi sert vraiment un sociologue ?, Paris, Armand Colin, coll. « Dites-nous », avril 2011, 192 p. (ISBN 978-2-200-25767-5).
- « Faire société par le côté gauche », dans Pierre Rosanvallon et al., Refaire société, Seuil, coll. « Coédition Seuil-La République des idées », novembre 2011, 96 p. (ISBN 2021054314), p. 77-90.
- Avec Olivier Cousin, Éric Macé et Sandrine Rui, Pourquoi moi ? : L'expérience des discriminations, Paris, Le Seuil, coll. « H.C. essais », février 2013, 384 p. (ISBN 978-2-02-109741-2 et 2-02-109741-2).
- La Préférence pour l'inégalité : Comprendre la crise des solidarités, Paris, Le Seuil, coll. « Coédition Seuil-La République des idées », septembre 2014, 112 p. (ISBN 978-2-02-118622-2 et 2-02-118622-9).
- Ce qui nous unit : Discriminations, égalité et reconnaissance, Paris, Le Seuil, coll. « La République des idées », octobre 2016, 128 p. (ISBN 978-2-02-133186-8 et 2-02-133186-5).
- Avec Joël Zaffran, Trois Jeunesses : La révolte, la galère, l’émeute, Lormont/37-Monts, Le Bord de l'eau, coll. « CrescendO », juin 2018, 136 p. (ISBN 978-2-35687-583-9 et 2-35687-583-2).
- Le Temps des passions tristes : Inégalités et populisme, Paris/58-Clamecy, Le Seuil, coll. « Coédition Seuil-La République des idées », mars 2019, 112 p. (ISBN 978-2-02-142034-0 et 2-02-142034-5).
- Avec Marie Duru-Bellat, L'école peut-elle sauver la démocratie ?, Paris/53-Mayenne, Le Seuil, août 2020, 240 p. (ISBN 978-2021459708)
- Tous inégaux, tous singuliers : Repenser la solidarité, Paris/53-Mayenne, Le Seuil, coll. « Documents », mars 2022, 288 p. (ISBN 978-2-02-149667-3, présentation en ligne, lire en ligne).
- Avec Najat Vallaud-Belkacem Le Ghetto scolaire, Le Seuil, coll. « La République des Idées », 2024.
- Avec Marie Duru-Bellat, L'emprise scolaire, Presses de Sciences Po, 2024.

## Distinctions

### Honneurs
- 2011 : Doctorat honoris causa remis par la faculté des arts et des sciences de l’université de Montréal[12]

### Décoration
- Officier de la Légion d'honneur Il est fait chevalier le 9 octobre 1992, et est promu officier le 12 juillet 2013[13].